# Hawaii-típusú kitörés

A Hawaii-típusú kitörés:
1. hamufelhő;
2. lávaszökőkút;
3. kráter;
4. lávató;
5. fumarolák
6. lávafolyás
7. láva- és hamuszintek
8. aljzat
9. szill
10. magmacsatorna
11. magmakamra
12. kőzettelér (dyke)

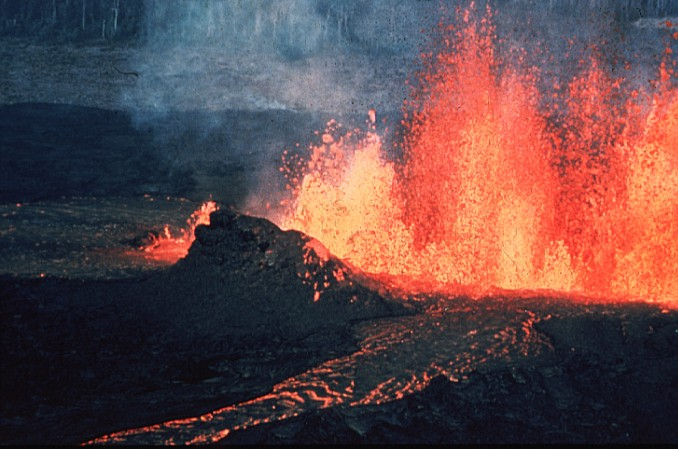
Lávaszökőkút és lávafolyás hasadékvulkánban

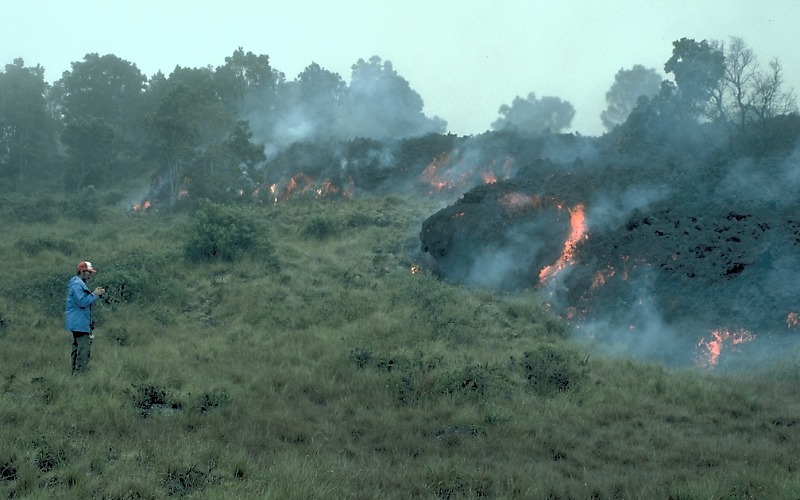
Aa-lávafolyás a Mauna Loából

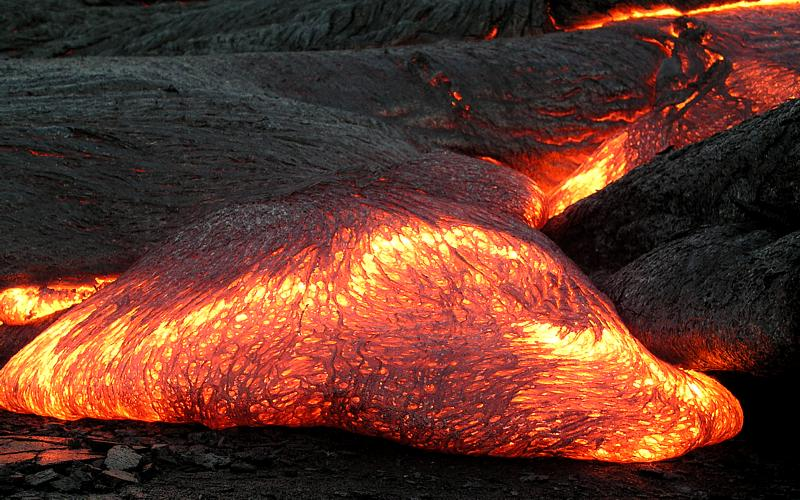
Pahoehoe lávafolyás (Kilauea, 2003)

A Hawaii-típusú kitörés a kitörési típusok Walker-féle osztályozása szerint a magmás robbanásos kitörések egyik alaptípusa. Nevét a Csendes-óceánban található Hawaii-szigetekről kapta.

## Ismertebb Hawaii-típusú típusú vulkánok
- a Hawaii-szigetek vulkánjai;
- Izland vulkánjai;
- Mihara-yama (Japán),
- Piton de la Fournaise, (Réunion),
- A Jupiter Io nevű holdjának vulkánjai.

Magyarországon jellegzetesen Surtsey-típusú kitörésekkel kezdődött a Tihanyi-félsziget bazaltvulkanizmusa – ezeket később Stromboli- és Hawaii-típusú kitörések váltották fel.

### Oka, feltételei
Ezek a kitörések olyankor alakulnak ki, amikor a mélységi gáztalanodás eredményeként a feltörő magmában az olvadék/gáz arány szélsőségesen a gázok oldalára tolódik el: az elegyben a gáz eléri, illetve gyakran túl is lépi az össztérfogat 70%-át. Ilyen mérvű gáztalanodásra leginkább a forró és ezért hígfolyós, bazaltos összetételű magma alkalmas, ezért a Hawaii-típusú kitörések elsöprő többségét bazaltvulkánok szolgáltatják (óceánközépi MORB és a forró pontokon OIB bazaltot szolgáltató vulkánok egyaránt).

## Jellemzői
- Az egyes kitörések igen kis (többnyire 0,05 km²-nél kisebb) területre dobnak ki anyagot.
- Az anyagszolgáltatás döntően effuzív: a felszínre jutó anyag több mint 90%-a láva; a piroklasztikum aránya alárendelt.
- A kitörési oszlop legfeljebb két kilométer magas.
- Legfőbb jellemzői a lávaszökőkutak: ezek azért alakulnak ki, mert a hígfolyós lávából hirtelen felszabaduló buborékok szétfröccsentik az olvadékot.
- A Hawaii-típusú kitörés rövid: néhány órától néhány napig tarthat.

### Anyagtermelése
- Az ilyen vulkánok egyedi jellemzője, hogy belsejükben nyugtalan felszínű lávatavak alakulnak ki. A Föld legismertebb ilyen lávatava 2018-ig létezett a Hawaii Vulkánok Nemzeti Parkban magasodó a Kilauea vulkán Halemaumau kráterében.
- Mivel a láva nagy többsége a felszínre érve a levegőbe fröccsen, a visszahulló anyagból úgynevezett klasztogenetikus lávafolyások alakulnak ki. A lávafolyások két alapvető fajtája:
  - aa-láva (blokkláva);
  - pahoehoe láva (kötélláva).

További jellemző termékei:
- a lávafröccs-sáncok és
- a fröccskúpok

### Felépítménye
Hasadék- és centrális vulkánok is produkálhatják. A centrális vulkánok lávaszökőkútjaiban többnyire jól megkülönböztethető egy külső és egy belső rész; a külső rész finomabb szemű anyaga gyorsabban lehűl, és ezért sötétebb a belsőnél. A hasadékvulkán lávaszökőkútja a lávafüggöny. A hasadékvulkánok kitörései idővel, ahogy a hasadékot a falára rakódó láva beszűkíti, centrális típusúakká alakulhatnak.
A forró, híg, habos láva gyorsan folyik; egyes esetekben a kitörés helyétől akár 40 km-re is eljuthat.

## A Hawaii-típussal váltakozó kitörési típusok
Amikor a felszálló magmában a gáz térfogataránya 70% alá csökken, a Hawaii-típust jellemzően Stromboli-típusú kitörések váltják fel.
Azokban az időszakokban, amikor a felszínre jutó magmához érdemleges mennyiségű víz keveredik (betörő tenger-, illetve tóvízből vagy a nyugalmi időszak alatt felgyülemlő talajvízből), a vulkán freatomagmás kitörést produkál. A Hawaii-típus freatomagmás megfelelője a Surtsey-típusú kitörés.